# Рауль, Этьен Фьякр Луи
Этьен Фьякр Луи Рауль (фр. Etienne Fiacre Louis Raoul, 23 июля 1815 — 30 марта 1852) — французский ботаник, миколог, военно-морской хирург и натуралист (естествоиспытатель).

## Биография
Этьен Фьякр Луи Рауль родился в Бресте 23 июля 1815 года.
Рауль был сыном капитана ВМС Франции. Он учился в медицинской школе в Бресте и в 1836 году стал хирургом третьего класса. Рауль принимал участие в экспедиции на корабле L'Aube под командованием Лаво. Он высадился в заливе острова в Новой Зеландии 11 июля 1840 года и отправился обратно спустя три года на борту L'Allier.
После прибытия в Париж Этьен Фьякр Луи Рауль работал в Национальном музее естественной истории под руководством Адольфа Теодора Броньяра (1801—1876) и Жозефа Декена (1807—1882) для описания и классификации большого количества образцов, собранных во время его пребывания в Новой Зеландии. В это же время он изучал медицину и получил степень доктора в 1844 году с диссертацией Des rapports des maladies aigües et chroniques du cœur avec les affections dites rhumatismales.
В 1846 году он опубликовал книгу Choix de plantes de la Nouvelle-Zélande. В 1851 году он опубликовал Guide hygiénique et médical pour les bâtiments de commerce qui fréquentent la Côte occidentale d’Afrique.
Этьен Фьякр Луи Рауль умер в Бресте 30 марта 1852 года.

## Научная деятельность
Этьен Фьякр Луи Рауль специализировался на папоротниковидных, Мохообразных, семенных растениях и на микологии.

## Публикации
- Choix de plantes de la Nouvelle-Zélande. 1846.
- Guide hygiénique et médical pour les bâtiments de commerce qui fréquentent la Côte occidentale d’Afrique. 1851.

## Почести
Джозеф Долтон Гукер (1817—1911) назвал в его честь род растений Raoulia семейства Астровые.